# 書院 (加拿大)
書院（英語：collegiate institute）在加拿大安大略省及其他地區指一種提供中等教育的機構，有時亦可用於高等教育院校。
安大略省中等教育機構原分為兩種，即「書院」與「中學」。書院供有意升讀大學的學生就讀，提供藝術、古典及人文教育，包括希臘語及拉丁語。中學則是供計劃畢業後進入勞動市場的學生就讀，提供職業及科學課程。現兩者實質上已無分別，只是校名中仍保留相關術語。

## 外部連結
- Collegiate - The Canadian Encyclopedia （页面存档备份，存于）